# 衛猫児
衛 猫児（えい みょうじ、1116年 - 1127年）は、北宋の欽宗の後宮に仕えた少女。

## 経歴
宮女として使令に任じられたが、夫人以上の嬪には封じられていなかった。靖康2年（1127年）2月時点で満年齢11歳ないし12歳であり、欽宗に仕える女性の中で最年少だった。
靖康の変において開封陥落後、靖康2年2月7日に徽宗が金軍の軍基地とされた青城に連行されると、妃嬪や衛猫児らの宮女も同じく青城に拉致された。多くの女性が青城で性的暴行された。衛猫児は12歳になるかならないかという幼さであったにもかかわらず、金の兵士たちは慈悲を懇願する衛猫児を輪姦した。その後、絶望した衛猫児は頸動脈を切って自害している。
同じく6人の宮女の曹妙婉・卜女孟・席進士・程巧・兪玩月・黄勤らは溺死（入水自殺、あるいは事故死）した。

## 伝記資料
- 『靖康稗史箋證』
- 『宋史』